# Lameh (tatăl lui Noe)
Lameh este un personaj biblic. Conform Genezei 5:25 a fost fiul lui Metusala și tatăl lui Noe. A nu se confunda cu Lameh din Geneza 4:18, fiul lui Metușael, tatăl lui Tubal-Cain (cu Țila).
„La vârsta de o sută opt zeci și șapte de ani, Metusala a născut pe Lameh. După nașterea lui Lameh, Metusala a mai trăit șapte sute opt zeci și doi de ani; și a născut fii și fiice. Toate zilele lui Metusala au fost de nouă sute șase zeci și nouă de ani; apoi a murit. La vârsta de o sută optzeci și doi de ani, Lameh a născut un fiu. El i-a pus numele Noe, zicând: „Acesta ne va mângâia pentru osteneala și truda mâinilor noastre, cari vin din acest pământ, pe care l-a blestemat Domnul”. După nașterea lui Noe, Lameh a mai trăit cinci sute nouă zeci și cinci de ani; și a născut fii și fiice. Toate zilele lui Lameh au fost de șapte sute șaptezeci și șapte de ani; apoi a murit.”—Geneza 5:25-31